# Kłara Abaszyna
Kłara Nikołajewna Abaszyna ros. Клара Николаевна Абашина (ur. w 1928, zm. w 2009) – aktorka teatralna i filmowa, Ludowy Artysta RFSRR (1979). 
Była absolwentką Odeskiej Szkoły Teatralnej (1951). Od 1949 występowała na scenach teatrów dramatycznych Odessy, Astrachania, Tambowa. Od 1966 w trupie Rostowskiego Teatru Dramatycznego. Występowała w filmach, m.in. w Iwanow katier (1972), Byt´ bratom (1976) .